# Trióxido de dibromo
El trióxido de dibromo, también óxido de bromo(III) o anhídrido bromoso, es un compuesto químico binario formado por la combinación de bromo y oxígeno y con la fórmula Br2O3. A bajas temperaturas se presenta como un sólido estable de color anaranjado que descompone a temperaturas superiores a −40 °C. Tiene la estructura Br−O−BrO2.  El ángulo de enlace de Br−O−Br es de 111,7°, el ángulo de enlace de O−Br=O es de 103,1° y el ángulo de enlace de O=Br=O es de 107,6°. La longitud de enlace de Br−OBrO2 es de 1,845 Å (0,184 nm), la de O−BrO2 es de 1,855 Å (0,186 nm) y la de Br=O es de 1,612 Å (0,161nm).

## Reacciones
El trióxido de dibromo se puede preparar haciendo reaccionar una solución de bromo en diclorometano con ozono a bajas temperaturas. En disolución alcalina es inestable, dismutando a bromuro y bromato.